# Turdus libonyana
El zorzal de Kurrichane (Turdus libonyana) es una especie de ave paseriforme de la familia Turdidae propia de África meridional.

## Distribución y hábitat
Su hábitat natural son las sabanas secas y matorrales de Angola, Botsuana, Burundi, República Democrática del Congo, Lesoto, Malaui, Mozambique, Namibia, Sudáfrica, Suazilandia, Tanzania, Zambia y Zimbabue.
Está clasificado como preocupación menor por la IUCN, debido a su amplia gama de distribución, su población se calcula en 10 000 aves maduras y se estima una disminución del 10 % en los próximos diez años, debido a la fragmentación y perdida de su hábitat.

## Subespecies
Se reconocen las siguientes subespecies:
- T. l. tropicalis Peters, W, 1881 – desde Burundi y Tanzania hasta Mozambique;
- T. l. verreauxii Barboza du Bocage, 1869 – desde Angola y el sur del Congo hasta el norte de Botsuana y el oeste de Zimbabue;
- T. l. libonyana (Smith, A, 1836) – en Botsuana y el norte y noreste de Sudáfrica;
- T. l. peripheris Clancey, 1952 – en el sur de Mozambique y este de Sudáfrica.